# Бачки Соколац
Бачки Соколац је насеље у Србији у општини Бачка Топола у Севернобачком округу. Према попису из 2022. било је 379 становника.
Бачки Соколац, као мало војвођанско село, налази се у срцу Бачке, на раскрсници путева од Новог Сада ка Суботици, па на запад ка Сомбору. Припада општини Бачка Топола, а од самог места је удаљено девет километара. Земљиште Бачког Соколца географски припада Телечкој висоравни, па самим тим, није чисто равничарско село, јер га надморска висина од преко 100м издваја од већине села овог типа. Локалитет самог насеља са источне стране одваја пашњак, кроз који је некада протицао поток. Рубом пашњака се протеже пут од Бачке Тополе према Старој Моравици, Пачиру, Бајмоку, па до Суботице. Кроз северни део села пружа се пут који води ка Сомбору, а спајањем ова два правца, створена је погодност за мештане да иако су им животи локализовани у малом месту, имају прилику да буду повезани са већим градовима Војводине и да не буду изостављени од урбане културе и напретка у стандарду живота. Бачки Соколац, након последњег пописа становништва има 480 становника.

## Историја
Године 1921. настао је Бачки Соколац, када су се доселиле прве породице из Лике. Током неколико година касније, долазиле су и породице и појединци из Плитвица, Оточца, Купреса, и осталих крајева где су живели Срби. Колонија Бачки Соколац оформљена је 1924. године. Колонисти су населили имања бивших велепоседника, а у деветнаестом веку, припадала су породици Фернбах. Многи Соколчани су као добровољци дошли из Русије и Америке и учествовали као борци на солунском фронту и Народноослободилачкој борби.
У периоду од седамдесетих година двадесетог века, па на даље, српске породице из Босне и Херцеговине доселиле су се у Бачки Соколац и употпунили слику места где живе Срби који су се нашли на истом тлу, а дошли са различитих поднебља. Деведесетих година двадесетог века, Срби који су протерани из својих кућа са простора Р.С.Крајине, пронашли су свој дом међу Соколчанима. Тада је и изграђено Ново Насеље, део села где су се људи сместили. Током низа година мешовити бракови са људима који су друге националности обојили су етничку структуру овог места. Бачки Соколац је слика функционалног и толерантног стила живота међу мештанима, без обзира на националност или вероисповест.
Упоредно гледано ситуацију и стандард живота у селу некада и сад, може се приметити велика количина труда, борбе и рада свих мештана да се што је више могуће унапреди и побољша сваки сегмент живота који нас окружује, па се самим тим кроз генерације људи у овом месту, преноси смисао живљења и постојања и колико се удруженим тимским радом може позитивно утицати на бољу будућност свих нас.
Бачки Соколац је пољопривредно село. Осим сточарства, производње млека, људи се баве и производњом ратарских култура, повртарством, воћарством, виноградарством, пчеларством, и осталим делатностима везаних за руралну средину. Људи углавном производе за личне потребе, јер иако веома успешно то раде, потребно је инвестирати у њихов таленат, знање и плодно земљиште, да би та производња порасла на неки виши ниво. Становници Бачког Соколца прослављају 22.5 сваке године црквену и сеоску славу Св. Николу.

## Демографија
У насељу Бачки Соколац живи 491 пунолетни становник, а просечна старост становништва износи 44,2 година (41,6 код мушкараца и 46,9 код жена). У насељу има 209 домаћинстава, а просечан број чланова по домаћинству је 2,91.
Ово насеље је скоро потпуно насељено Србима (према попису из 2002. године).
|  |

| Демографија | Демографија | Демографија |
| Година      | Становника  | Становника  |
| ----------- | ----------- | ----------- |
| 1948.       | 685         |             |
| 1953.       | 651         |             |
| 1961.       | 648         |             |
| 1971.       | 594         |             |
| 1981.       | 523         |             |
| 1991.       | 497         | 492         |
| 2002.       | 609         | 611         |
| 2011.       | 480         |             |

| Етнички састав према попису из 2002.‍ | Етнички састав према попису из 2002.‍ | Етнички састав према попису из 2002.‍ | Етнички састав према попису из 2002.‍ | Етнички састав према попису из 2002.‍ |
| ------------------------------------ | ------------------------------------ | ------------------------------------ | ------------------------------------ | ------------------------------------ |
|                                      |                                      |                                      |                                      |                                      |
| Срби                                 | Срби                                 |                                      | 578                                  | 94,90%                               |
| Мађари                               | Мађари                               |                                      | 9                                    | 1,47%                                |
| Словенци                             | Словенци                             |                                      | 5                                    | 0,82%                                |
| Југословени                          | Југословени                          |                                      | 5                                    | 0,82%                                |
| Хрвати                               | Хрвати                               |                                      | 3                                    | 0,49%                                |
| Немци                                | Немци                                |                                      | 2                                    | 0,32%                                |
| Буњевци                              | Буњевци                              |                                      | 2                                    | 0,32%                                |
| Црногорци                            | Црногорци                            |                                      | 1                                    | 0,16%                                |
| непознато                            | непознато                            |                                      | 0                                    | 0,0%                                 |

| \| \| м \| \| \| ж \| \| ? \| 1 \| \| \| 1 \| \| 80+ \| 6 \| \| \| 16 \| \| 75—79 \| 14 \| \| \| 26 \| \| 70—74 \| 26 \| \| \| 31 \| \| 65—69 \| 17 \| \| \| 21 \| \| 60—64 \| 16 \| \| \| 20 \| \| 55—59 \| 13 \| \| \| 10 \| \| 50—54 \| 16 \| \| \| 15 \| \| 45—49 \| 25 \| \| \| 18 \| \| 40—44 \| 27 \| \| \| 30 \| \| 35—39 \| 21 \| \| \| 20 \| \| 30—34 \| 13 \| \| \| 22 \| \| 25—29 \| 22 \| \| \| 5 \| \| 20—24 \| 15 \| \| \| 13 \| \| 15—19 \| 22 \| \| \| 14 \| \| 10—14 \| 19 \| \| \| 23 \| \| 5—9 \| 23 \| \| \| 15 \| \| 0—4 \| 7 \| \| \| 6 \| \| Просек : \| 41,6 \| \| \| 46,9 \| |      |  |  |      |
| |      |  |  |      |
| | м    |  |  | ж    |
| ? | 1    |  |  | 1    |
| 80+ | 6    |  |  | 16   |
| 75—79 | 14   |  |  | 26   |
| 70—74 | 26   |  |  | 31   |
| 65—69 | 17   |  |  | 21   |
| 60—64 | 16   |  |  | 20   |
| 55—59 | 13   |  |  | 10   |
| 50—54 | 16   |  |  | 15   |
| 45—49 | 25   |  |  | 18   |
| 40—44 | 27   |  |  | 30   |
| 35—39 | 21   |  |  | 20   |
| 30—34 | 13   |  |  | 22   |
| 25—29 | 22   |  |  | 5    |
| 20—24 | 15   |  |  | 13   |
| 15—19 | 22   |  |  | 14   |
| 10—14 | 19   |  |  | 23   |
| 5—9 | 23   |  |  | 15   |
| 0—4 | 7    |  |  | 6    |
| Просек : | 41,6 |  |  | 46,9 |

| Година пописа     | 1948. | 1953. | 1961. | 1971. | 1981. | 1991. | 2002. |
| ----------------- | ----- | ----- | ----- | ----- | ----- | ----- | ----- |
| Број домаћинстава | 179   | 174   | 193   | 180   | 174   | 177   | 209   |

| Број чланова      | 1  | 2  | 3  | 4  | 5  | 6  | 7 | 8 | 9 | 10 и више | Просек |
| ----------------- | -- | -- | -- | -- | -- | -- | - | - | - | --------- | ------ |
| Број домаћинстава | 52 | 51 | 29 | 40 | 22 | 11 | 2 | 1 | 0 | 1         | 2,91   |

| Пол    | Укупно | Неожењен/Неудата | Ожењен/Удата | Удовац/Удовица | Разведен/Разведена | Непознато |
| ------ | ------ | ---------------- | ------------ | -------------- | ------------------ | --------- |
| Мушки  | 254    | 89               | 154          | 8              | 3                  | 0         |
| Женски | 262    | 45               | 161          | 55             | 0                  | 1         |
| УКУПНО | 516    | 134              | 315          | 63             | 3                  | 1         |

| Пол    | Укупно                    | Пољопривреда, лов и шумарство | Рибарство                            | Вађење руде и камена | Прерађивачка индустрија       |
| ------ | ------------------------- | ----------------------------- | ------------------------------------ | -------------------- | ----------------------------- |
| Мушки  | 110                       | 58                            | 0                                    | 0                    | 26                            |
| Женски | 64                        | 18                            | 0                                    | 0                    | 16                            |
| Укупно | 174                       | 76                            | 0                                    | 0                    | 42                            |
|        |                           |                               |                                      |                      |                               |
| Пол    | Производња и снабдевање   | Грађевинарство                | Трговина                             | Хотели и ресторани   | Саобраћај, складиштење и везе |
| Мушки  | 0                         | 8                             | 6                                    | 3                    | 5                             |
| Женски | 0                         | 3                             | 11                                   | 0                    | 1                             |
| Укупно | 0                         | 11                            | 17                                   | 3                    | 6                             |
|        |                           |                               |                                      |                      |                               |
| Пол    | Финансијско посредовање   | Некретнине                    | Државна управа и одбрана             | Образовање           | Здравствени и социјални рад   |
| Мушки  | 0                         | 0                             | 3                                    | 0                    | 1                             |
| Женски | 3                         | 1                             | 2                                    | 6                    | 1                             |
| Укупно | 3                         | 1                             | 5                                    | 6                    | 2                             |
|        |                           |                               |                                      |                      |                               |
| Пол    | Остале услужне активности | Приватна домаћинства          | Екстериторијалне организације и тела | Непознато            | Непознато                     |
| Мушки  | 0                         | 0                             | 0                                    | 0                    | 0                             |
| Женски | 2                         | 0                             | 0                                    | 0                    | 0                             |
| Укупно | 2                         | 0                             | 0                                    | 0                    | 0                             |